# Montes (Tomar)

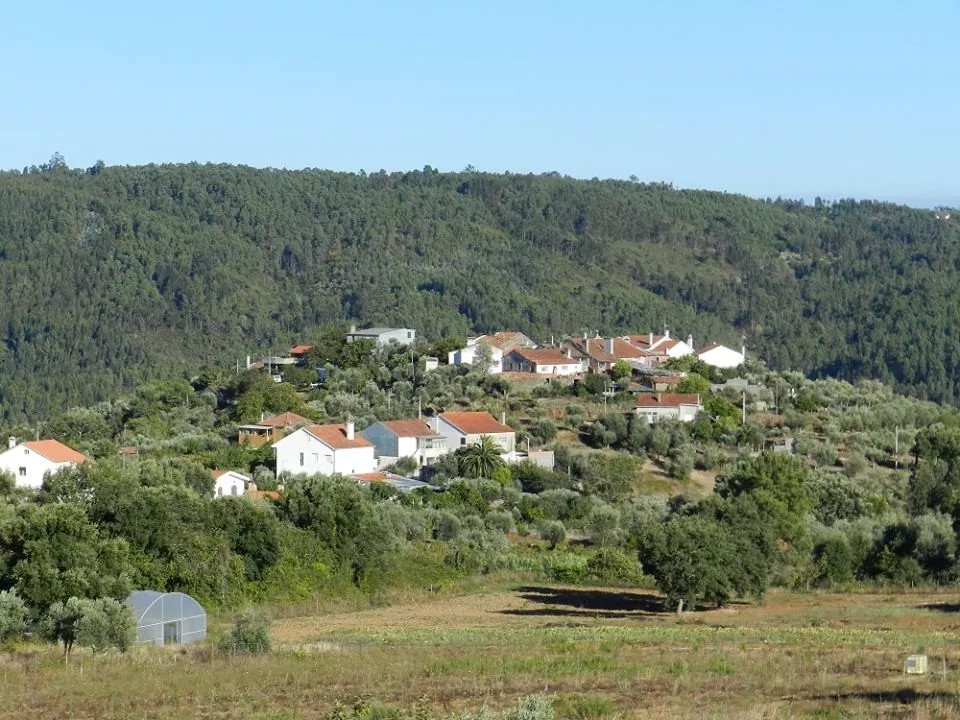
Cabeça da Moura, Montes.

Montes é uma aldeia  portuguesa da freguesia de Olalhas, no concelho de Tomar, Distrito de Santarém.
A Aldeia dos Montes fica a 14 km da cidade de Tomar e a 7 km da vila de Ferreira do Zêzere. Confina com a albufeira da Barragem de Castelo de Bode no Rio Zêzere e com os seguintes lugares e aldeias: Alqueidão, Bodegão, Cabeça de Carvalho, Sesmarias, Cardal e Bairrada. Por meio do Rio Zêzere, confina ainda com o Maxial no concelho de Abrantes.

A aldeia tem uma área total de cerca de 6 Km2 (área urbana, terrenos agrícolas, floresta e área fluvial). 

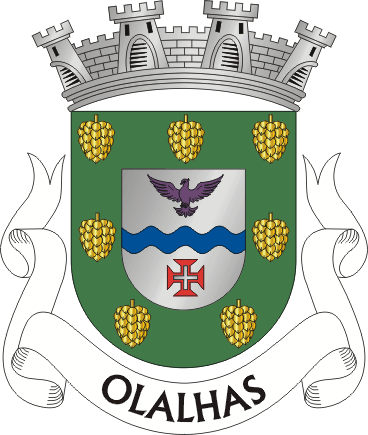
Brasão da Freguesia das Olalhas.

## Estruturas locais
Tem praia fluvial, uma capela em honra de Santa Sofia, alojamentos em Turismo Rural, moinhos de água (rodízios), vários lagares de azeite, uma escola primária com infantário (encerrados em 2010), alguns cafés, etc..
A Praia dos Montes tem vindo a ser, repetidamente, distinguida pela Quercus, com o galardão “Praia com Qualidade de Ouro", desde 2016. Em 2019, foi recomendada pela revista TimeOut ao público do Festival Bons Sons, referindo que, não sendo a praia mais próxima do evento, é das mais belas e sossegadas da região. Em 2020 foi distinguida pela revista VortexMag como a melhor praia fluvial de Tomar e arredores. 
Na praia fluvial  encontra-se instalado um sistema para a prática de wakeboard.
Tem muitas fontes, algumas das quais muito belas.  
- A Fonte das Lameiras, com traça de 1952[17], foi restaurada em 2012, integrando a "Rota das Águas" da freguesia de Olalhas[18]. A imagem no cume desta linda fonte é o logótipo da referida rota.
- A Fonte da Cabeça da Moura, com traça de 1952[17], é uma belíssima obra localizada perto da estrada para a praia.
- A Fonte do Vimieiro localizava-se no Caminho da Fonte, que vai até ao Largo do Soeiro.
- A Fonte dos Sombreireiros localiza-se nas imediações deste lugar, na vertente voltada para as Lameiras.
- A Fonte da Ribeira encontra-se junto à estrada da Ribeira do Alqueidão.

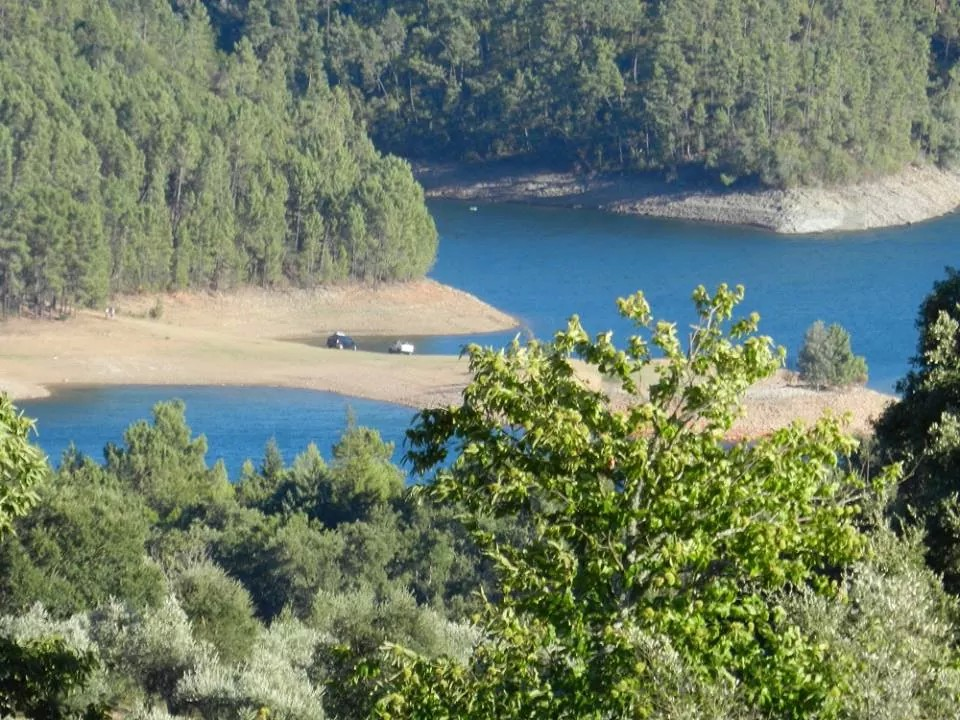
Rio Zêzere, visto dos Montes.

## Festejos
A celebração religiosa e profana, intitulada Festa de Santa Sofia, é celebrada anualmente a 15 de Agosto, sendo famosa pelos animados bailes e pela antiguidade. Sendo uma das festas mais características da região tomarense, foi a última festa da região a manter a tradição de fazer anualmente pelo menos um arco festivo, com mais de 10 metros de altura.

## Pessoas ilustres
Era nesta aldeia que vivia o Dr. Aurélio Ribeiro, Presidente da Câmara Municipal de Tomar durante décadas, no antigo regime. Licenciado em Direito, olivicultor e sendo o maior proprietário da aldeia, distribuía generosamente o seu ordenado de autarca, pelas colectividades de Tomar. Atualmente, a casa onde residia é um empreendimento turístico de alojamento rural (Quinta de São José dos Montes).
Viveu também nos Montes, o filantropo Dr. Ribeiro, médico "João Semana" especializado em estomatologia, que dava consultas ao povo geralmente sem nada cobrar e, por vezes, ainda pagando do seu próprio bolso os medicamentos que receitava aos doentes.
Também era da Aldeia dos Montes, o Engenheiro Óscar Soares, histórico sindicalista democrata socialista da CGTP, tendo tido funções de direção na Cooperativa dos Olivicultores dos Montes, fundada por um antepassado seu.
O Professor Eduardo Guedes, mundialmente famoso pela sua obra cinematográfica, passava grande parte do seu tempo nos Montes a pescar achigã à cana, no seu típico barco de três tábuas.
A família paterna do modelo e ator António Camelier é desta aldeia, onde o ator frequentemente passa férias. 

## História
Nos tempos do Império Romano os arrabaldes da aldeia eram atravessados por uma via romana que ligava Seilium (atual Tomar) a Igaeditania (atual Idanha-a-Velha).
O possível traçado desta estrada atravessava a Ponte D. Manuel ("Ponte Velha" de Tomar), depois seguia pela atual Avenida Dr. Aurélio Ribeiro, passando a ponte romana ainda existente a jusante da Barragem do Carril. Continuava por Noroeste da atual estrada da Junceira e sensivelmente paralela a esta, servindo as minas de ouro do Poço Redondo e dos Cepos. A partir do Carqueijal seguia pela estrada das Vendas do Rijo e Ventoso, passando então a atravessar o Fateixo em direção ao troço ocidental da "Rua da Pereira" (Foro) nos Montes, seguindo para a Bairrada onde havia outra mina de ouro e uma travessia para o atual concelho de Vila de Rei.
A existência desta aldeia, bem como a respectiva capela já se encontravam referidas em 1712 na "Corografia portuguesa, e descripçam topografica do famoso reyno de Portugal" de António Carvalho da Costa. O site oficial da Diocese de Santarém refere que a Capela de Santa Sofia é mais antiga que a Igreja das Olalhas edificada em 1554.
Esta localidade é uma terra fértil, de construtores e de lavradores, sobretudo olivicultores, antigamente conhecida na região por "aldeia dos ricos". As suas casas solarengas, ainda existentes, são testemunhas dum passado próspero.  

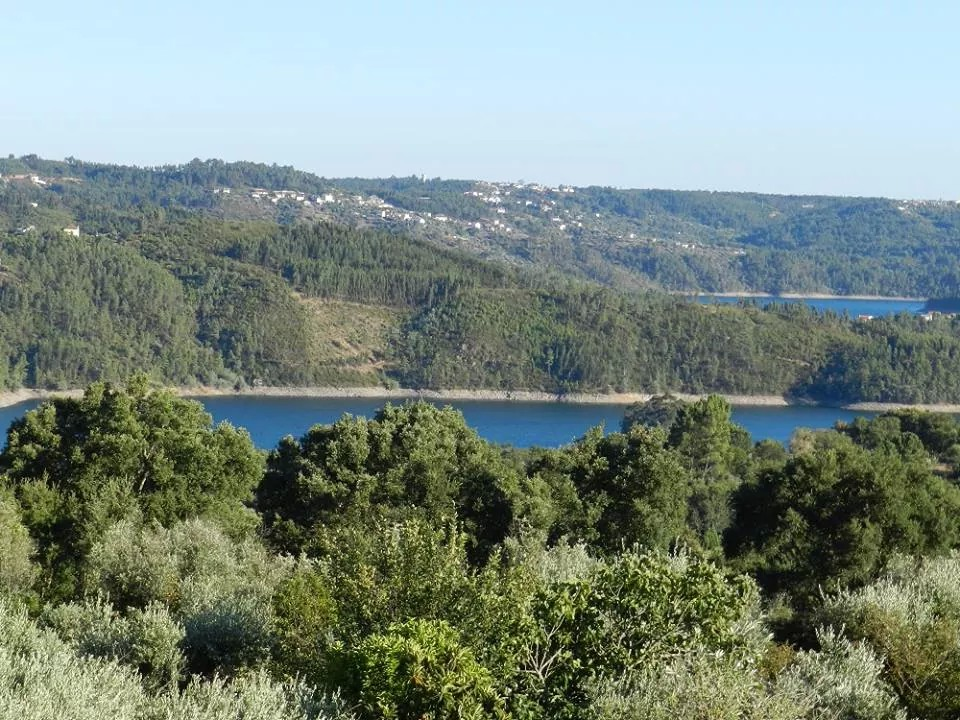
Vista dos Montes para a margem esquerda do Rio Zêzere

O Rei D. Carlos I de Portugal costumava passar férias, incógnito, na mansão do médico Dr. Heitor de Deus, localizada por trás do Lagar da Cooperativa dos Olivicultores dos Montes. Nesta região praticava regularmente caça grossa e descansava dos assuntos da chefia de estado. A estrada que liga a aldeia a Tomar passando por Torrão e Aboboreiras foi mandada alargar pelo Rei por influência do Dr. Heitor de Deus. Por esta estrada, com muitas curvas circula o autocarro que faz a ligação da aldeia à cidade de Tomar, transporte  popularmente conhecido, em tempos idos, como "a Cangona".
No século XX, havia nesta aldeia: 
- Lagares de azeite;
- Moagem de trigo, ao fundo da Calçada de Santa Sofia;
- Loja de fazendas (tecidos), em frente ao recinto do Centro Desportivo Cultural e Recreativo dos Montes;
- Gabinete de atendimento do fisco, no Vimieiro junto ao entroncamento com o Caminho da Fonte;
- Consultório médico (do Dr. Ribeiro), na Estrada dos Montes, em frente ao cruzamento com a estrada do Casal do Rijo e com a Azinhaga do Vimieiro;
- Botica (farmácia), na casa do consultório médico, no início da Azinhaga do Vimieiro;
- Sala de audiências com Juiz de Paz, localizada no Casal do Soeiro a Sudeste do Lagar da Cooperativa Agrícola dos Olivicultores dos Montes;
- Escola de ensino primário, construida no tempo da ditadura salazarista[34], na extremidade ocidental da "Rua da Pereira";
- Jardim de infância, no recinto da escola.
- Barbeiro-cirurgião (barbearia e execução de extrações dentárias), no Vimieiro, num anexo da antiga taberna do Varandas, localizada depois do Caminho da Fonte (do mesmo lado) e antes da curva e contracurva da rua;
- Talho, no Casal do Soeiro, na rua sem saída que segue para Sul a partir do Largo Tenente Graça Soeiro.
- Biblioteca na Rua da Mina de Santa Sofia, por baixo do adro da capela.
- Mina seca, junto à antiga biblioteca. Possivelmente uma mina extinta de extração de minério. Entrada encerrada permanentemente com betão, desde meados do século XX.
- Caneiros de pesca, no leito do Zêzere, submersos pela água da barragem.
- Azenhas e rodízios, na margem da Ribeira do Alqueidão. O rodízio que se localiza nesta ribeira, junto ao nível máximo da Albufeira encontra-se em relativo bom estado de conservação, apesar de abandonado.

À semelhança das restantes áreas rurais de Portugal, esta localidade sofreu uma importante diminuição demográfica com o êxodo para as grandes cidades do litoral e para o estrangeiro,em meados do século XX.
O filme de curta-metragem "Cinzas e Brasas" de 2015, do cineasta Manuel Mozos, foi filmado nos Montes, nomeadamente na casa do saudoso Professor Eduardo Guedes, na praia da aldeia.

## Lugares
Esta aldeia de povoamento semi-concentrado é actualmente composta pelos seguintes lugares:
Santa Sofia, Estrada dos Montes, Cabeça da Moura, Vimieiro, Portela do Casal, Lameiras, Sombreireiros, Casal de Pêro Afonso, Vale Lourenço, Casal do Soeiro, Casal da Pereira, Casal do Rijo, Casal da Pipa e Tapada Palheirinha (Praia dos Montes, antigamente designada de Areias).